# Baugé-en-Anjou
Baugé-en-Anjou ist eine französische Gemeinde mit 11.747 Einwohnern (Stand: 1. Januar 2022) im Département Maine-et-Loire in der Region Pays de la Loire. Sie gehört zum Arrondissement Saumur und ist Sitz des Gemeindeverbands Communauté de communes Baugeois Vallée.
Die Gemeinde erhielt 2024 die Auszeichnung „Zwei Blumen“, die vom Conseil national des villes et villages fleuris (CNVVF) im Rahmen des jährlichen Wettbewerbs der blumengeschmückten Städte und Dörfer verliehen wird.
Die ursprüngliche Gemeinde Baugé-en-Anjou entstand mit Wirkung vom 1. Januar 2013 als Commune nouvelle durch Zusammenlegung der bis dahin selbstständigen Gemeinden Baugé, Montpollin, Pontigné, Saint-Martin-d’Arcé und Le Vieil-Baugé, die fortan den Status als Communes déléguées besaßen. Der Verwaltungssitz befand sich in Baugé.
Das heutige Baugé-en-Anjou entstand als namensgleiche Commune nouvelle mit Wirkung vom 1. Januar 2016 durch die Zusammenlegung
- der vier Communes déléguées der Vorgängergemeinde,
- den beiden Communes déléguées Clefs und Vaulandry der Commune nouvelle Clefs-Val d’Anjou, die damit im gleichen Zug aufgelöst wurde, und
- die acht bislang selbstständigen Gemeinden Bocé, Chartrené, Cheviré-le-Rouge, Cuon, Échemiré, Fougeré, Le Guédeniau und Saint-Quentin-lès-Beaurepaire.

Alle 14 Ortsteile besitzen den Status als Commune déléguée. Der Verwaltungssitz befindet sich in Baugé.

## Gemeindegliederung
| Commune déléguée              | Ehemaliger INSEE-Code | PLZ   | Fläche (km²) | Einwohnerzahl (2022) |
| ----------------------------- | --------------------- | ----- | ------------ | -------------------- |
| Baugé (Verwaltungssitz)       | 49018                 | 49150 | 08,55        | 3.653                |
| Bocé                          | 49031                 | 49150 | 16,01        | .0660                |
| Chartrené                     | 49079                 | 49150 | 03,79        | .0041                |
| Cheviré-le-Rouge              | 49097                 | 49150 | 35,96        | .0870                |
| Clefs                         | 49101                 | 49150 | 25,92        | .01.064              |
| Cuon                          | 49116                 | 49150 | 13,04        | .0631                |
| Échemiré                      | 49128                 | 49150 | 16,98        | .0554                |
| Fougeré                       | 49143                 | 49150 | 24,18        | .0820                |
| Le Guédeniau                  | 49157                 | 49150 | 18,10        | .0356                |
| Montpollin                    | 49213                 | 49150 | 04,49        | .0282                |
| Pontigné                      | 49245                 | 49150 | 24,17        | .0226                |
| Saint-Martin-d’Arcé           | 49303                 | 49150 | 13,18        | .0786                |
| Saint-Quentin-lès-Beaurepaire | 49315                 | 49150 | 07,51        | .0276                |
| Le Vieil-Baugé                | 49372                 | 49150 | 28,63        | 1.218                |
| Vaulandry                     | 49380                 | 49150 | 27,65        | .0310                |

## Geografie

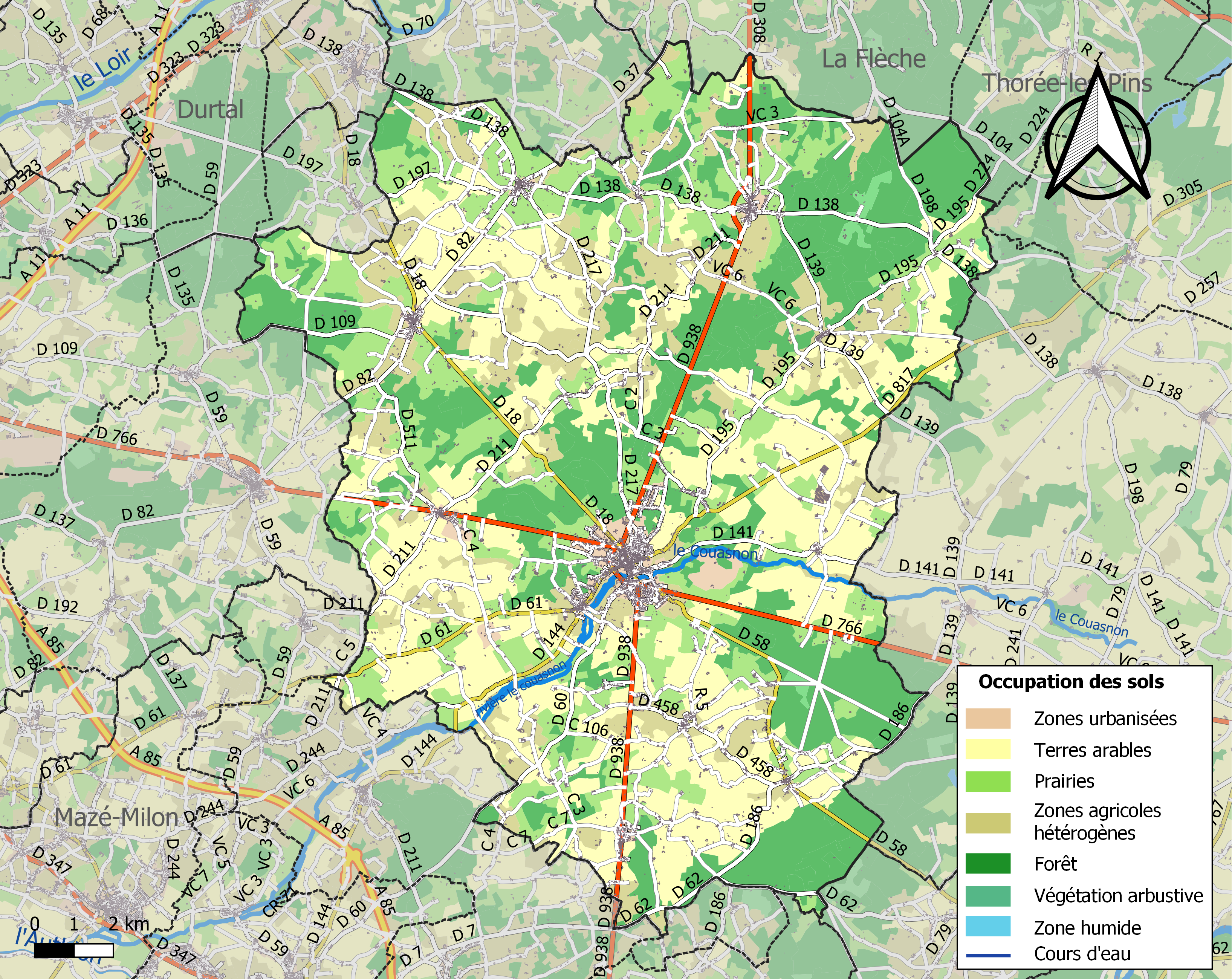
Bodennutzung, Hydrografie und Infrastruktur von Baugé-en-Anjou (2018)

Baugé-en-Anjou liegt etwa 35 Kilometer ostnordöstlich von Angers, etwa 57 Kilometer südsüdwestlich von Le Mans und etwa 31 Kilometer nördlich von Saumur in der Région naturelle des Baugeois an der Grenze zum Département Sarthe. Das Gebiet von Baugé-en-Anjou liegt am Rand des Pariser Beckens auf einer gewellten Hochebene, wo sich Hügel und enge Täler abwechseln. Sein Untergrund besteht aus Alluvialboden und im Norden erstreckt sich eine Bank mit Boden aus dem Senonium (Sand und Sandstein). Im Gebiet von Saint-Martin-d'Arcé gibt es hohe, von tiefen Tälern durchzogene Berghänge, deren Geologie aus tertiärem Sandstein und Kalkstein besteht. Das Gemeindegebiet liegt im Einzugsgebiet der Loire und wird vom Couasnon, von den Flüsschen Brocard und Verdun sowie von zahlreichen kleineren Fließgewässern durchströmt. Großflächige Waldgebiete, wie beispielsweise die  Forêt domaniale de Chandelais, die Forêt de Baugé oder die Forêt du Pugle, bestimmen das Landschaftsbild.
Teile des Gebiets von Baugé-en-Anjou gehören zu den Natura 2000-Schutzgebieten „Cavités souterraines de l’Hôtel Hervé“ (FR5200634), „Cavités souterraines de la Poinsonnière (Vieil Baugé)“ und „Vallée du Loir de Vaas à Bazouges“ (FR5200649) sowie von insgesamt 28 ZNIEFF-Naturzonen.
Umgeben wird Baugé-en-Anjou von den 14 Nachbargemeinden:
| Les Rairies Montigné-lès-Rairies Durtal | Bazouges Cré sur Loir (Sarthe) La Flèche (Sarthe) | Thorée-les-Pins (Sarthe) Savigné-sous-le-Lude (Sarthe) |
| Jarzé Villages Sermaise                 | Kompassrose, die auf Nachbargemeinden zeigt       | Noyant-Villages                                        |
| Les Bois d’Anjou                        | Longué-Jumelles La Lande-Chasles                  | Mouliherne                                             |

## Klima
|                        | Jan | Feb | Mär  | Apr  | Mai  | Jun  | Jul  | Aug  | Sep  | Okt  | Nov  | Dez |   |      |
| Mittl. Temperatur (°C) | 5,5 | 5,7 | 8,4  | 11,2 | 14,6 | 18,3 | 20   | 19,8 | 17,1 | 13,5 | 8,9  | 6   | ⌀ | 12,5 |
| Mittl. Tagesmax. (°C)  | 8   | 9   | 12,4 | 15,5 | 18,8 | 22,7 | 24,4 | 24,3 | 21,5 | 17,1 | 11,7 | 8,6 | ⌀ | 16,2 |
| Mittl. Tagesmin. (°C)  | 3   | 2,7 | 4,6  | 6,9  | 10,3 | 13,8 | 15,5 | 15,3 | 12,9 | 10,3 | 6,3  | 3,5 | ⌀ | 8,8  |
|                        |     |     |      |      |      |      |      |      |      |      |      |     |   |      |
| Niederschlag (mm)      | 69  | 58  | 55   | 62   | 69   | 51   | 49   | 50   | 53   | 75   | 71   | 75  | Σ | 737  |
|                        |     |     |      |      |      |      |      |      |      |      |      |     |   |      |
| Sonnenstunden (h/d)    | 3,2 | 4,4 | 6,0  | 7,8  | 8,4  | 9,4  | 9,5  | 8,8  | 7,4  | 5,4  | 3,9  | 3,5 | ⌀ | 6,5  |
|                        |     |     |      |      |      |      |      |      |      |      |      |     |   |      |
| Regentage (d)          | 9   | 8   | 7    | 8    | 8    | 6    | 6    | 6    | 6    | 8    | 9    | 9   | Σ | 90   |
|                        |     |     |      |      |      |      |      |      |      |      |      |     |   |      |
| Luftfeuchtigkeit (%)   | 84  | 80  | 75   | 70   | 70   | 66   | 64   | 66   | 69   | 78   | 84   | 85  | ⌀ | 74,2 |

| 3 |

| 2,7 |

| 4,6 |

| 6,9 |

| 10,3 |

| 13,8 |

| 15,5 |

| 15,3 |

| 12,9 |

| 10,3 |

| 6,3 |

| 3,5 |

| 3 |

| 2,7 |

| 4,6 |

| 6,9 |

| 10,3 |

| 13,8 |

| 15,5 |

| 15,3 |

| 12,9 |

| 10,3 |

| 6,3 |

| 3,5 |

Das Klima ist als Ozeanklima (Cfb-Klima) nach Köppen und Geiger klassifiziert. Es ist warm und gemäßigt und zeichnet sich durch eine verhältnismäßig erhebliche Menge an Niederschlägen aus. Die Angaben von Temperatur, Wassertemperatur, Niederschlag, Regentag und Luftfeuchtigkeit basieren auf Daten von 1991 bis 2021, Sonnenstunden auf Daten von 1999 bis 2019.

## Sehenswürdigkeiten
In Baugé-en-Anjou gibt es eine Vielzahl von Objekten und Gebäuden, die als Monument historique klassifiziert oder eingeschrieben sind.

## Sport und Freizeit
Baugé ist Zentrum einer Boule de Fort genannten besonderen Variante des Boulespiels, die bis ins 16. Jahrhundert zurückverfolgt werden kann. Wandern kann man vor allem auf markierte Wegen vor allem in den Waldgebieten.

## Bildung
Die Gemeinde verfügt über
- eine öffentliche Vorschule (École maternelle) im Ortsteil Bocé,
- eine öffentliche Vor- und Grundschule (École primaire) im Ortsteil Baugé,
- eine private Vor- und Grundschule im Ortsteil Baugé,
- eine öffentliche Vor- und Grundschule im Ortsteil Clefs,
- eine öffentliche Vor- und Grundschule im Ortsteil Cheviré-le-Rouge,
- eine öffentliche Vor- und Grundschule im Ortsteil Échemiré,
- eine öffentliche Vor- und Grundschule im Ortsteil Fougeré,
- eine öffentliche Vor- und Grundschule im Ortsteil Saint-Martin-d’Arcé,
- eine öffentliche Vor- und Grundschule im Ortsteil Le Vieil-Baugé,
- eine öffentliche Grundschule (École élémentaire) im Ortsteil Cuon,
- eine öffentliche Grundschule im Ortsteil Le Guédeniau,
- ein öffentliches Collège Châteaucoin,
- ein privates Collège Notre-Dame.[6]

## Wirtschaft
Die Wirtschaft ist traditionellerweise durch Ackerbau, Viehzucht (Rinder, Schafe, Pferde) und vereinzelt Fischwirtschaft geprägt. Eine Besonderheit in Le Vieil-Baugé ist die Restauration historischer Teppiche. Weinbau und Tuffsteinabbau werden nicht mehr betrieben. Der Tourismus hingegen entwickelt sich.
| Baugé-en-Anjou | Baugé-en-Anjou | Baugé-en-Anjou | Département | Département | Département | Metropolitan-Frankreich | Metropolitan-Frankreich | Metropolitan-Frankreich |
| -------------- | -------------- | -------------- | ----------- | ----------- | ----------- | ----------------------- | ----------------------- | ----------------------- |
| Gesamt         | Männer         | Frauen         | Gesamt      | Männer      | Frauen      | Gesamt                  | Männer                  | Frauen                  |
| 69,5 %         | 74,1 %         | 65,1 %         | 68,5 %      | 71,3 %      | 65,8 %      | 66,1 %                  | 68,9 %                  | 63,4 %                  |

Die Beschäftigungsrate der Gemeinde ist höher als die des Départements Maine-et-Loire und die von Metropolitan-Frankreich. Im Vergleich zu 2015 stieg die Gesamtquote der Gemeinde um 2,6 %. Die meisten Beschäftigten sind im Dienstleistungs- oder im Informationssektor in privaten Unternehmen oder öffentlichen Einrichtungen beschäftigt. Die meisten Beschäftigten der Bewohner sind Auspendler. 53,8 % im Jahr 2021 arbeiteten in einer anderen Gemeinde, 3,5 % mehr als im Jahr 2015. Dabei benutzten sie zu 84,2 % ein Auto, einen Last- oder Lieferwagen, nur 1,1 % ein öffentliches Verkehrsmittel.
| Baugé-en-Anjou | Baugé-en-Anjou | Baugé-en-Anjou | Baugé-en-Anjou | Département | Département | Département | Département | Metropolitan-Frankreich | Metropolitan-Frankreich | Metropolitan-Frankreich | Metropolitan-Frankreich |
| -------------- | -------------- | -------------- | -------------- | ----------- | ----------- | ----------- | ----------- | ----------------------- | ----------------------- | ----------------------- | ----------------------- |
| Gesamt         | 15–24          | 25–54          | 55–64          | Gesamt      | 15–24       | 25–54       | 55–64       | Gesamt                  | 15–24                   | 25–54                   | 55–64                   |
| 10,6 %         | 22,6 %         | 8,5 %          | 12,0 %         | 10,3 %      | 19,7 %      | 8,9 %       | 8,9 %       | 11,7 %                  | 23,2 %                  | 10,5 %                  | 9,8 %                   |

Die Arbeitslosenquote zeigt ein gemischtes Bild. Sie liegt zwischen den Werten des gesamten Départements und von Metropolitan-Frankreich. In den Bereichen der 15- bis 24-Jährigen und der 55- bis 64-Jährigen ist sie leicht erhöht. Im Vergleich zu 2015 fiel die Gesamtarbeitslosenquote der Gemeinde um 2,0 %, in der Altersklasse der 15- bis 24-Jährigen um 4,6 %.

## Verkehr
Die zentrale Ortschaft Baugé ist seit antiker Zeit ein Verkehrsknotenpunkt. Die Departementsstraße D 766, die ehemalige Route nationale 766 von Seiches-sur-le-Loir nach Blois, durchquert das Gemeindegebiet von West nach Ost. Die Departementsstraße D 938, die ehemalige Route nationale 138 von La Flèche nach Saintes, durchquert es von Nord nach Süd. Die Departementsstraße D 817, die ehemalige Route nationale 817 endet in Baugé von Beaugency kommend. Weitere übergeordnete Departementsstraßen wie die D 18, die D 58, die D 60 und D 61 verbinden Baugé mit Nachbargemeinden.
Busse zweier Linien der Transportgesellschaft Aléop der Region Pays de la Loire verbinden Baugé mit Angers, Noyant-Villages und Beaufort-en-Anjou.
Die Eisenbahnstrecke von La Flèche nach Vivy über Baugé wurde 1874 eröffnet und 1969 für Passagiere, 1987 die letzten Abschnitte für Gütertransporte geschlossen. Die ehemalige Bahntrasse wird heute abschnittsweise als Radweg (Voie verte) genutzt.

## Gemeindepartnerschaften
Von der früheren Gemeinde Baugé hat Baugé-en-Anjou die Partnerschaften mit den Gemeinden
- Kelsterbach, Hessen, Deutschland, seit 1979 und
- Milngavie, East Dunbartonshire (Schottland), Großbritannien übernommen.